# 海伊波因特 (愛荷華州)
海伊波因特（英語：High Point）是位於美國愛荷華州第開特縣的一個非建制地區。該地的面積和人口皆未知。

## 地理
海伊波因特所處的海拔為高於海平面335米（即1099英呎），而該地所採用的時區為UTC-6，即北美中部時區（CST）。同時該地設有夏令時間，為UTC-6調快一小時，即UTC-5（CDT）。